# 143 Adria
143 Adria je poveći asteroid glavnog pojasa. Asteroid je vrlo taman, a vjerojatno je građen od primitivnih ugljičnih kondrita.
Do danas je zabilježena jedna okultacija zvijezde ovim asteroidom, 21. kolovoza 2000., a promatrana je iz Japana. Iz promatranja promjena sjaja pomračene zvijezde zaključeno je da je asteroid približno sfernog oblika, dimenzija 86 x 98 km.
Asteroid je 23. veljače 1875. iz Pule otkrio Johann Palisa i nazvao ga po Jadranskom moru.
… | 142 Polana | 143 Adria | 144 Vibilia | …